# WWE Superstars
WWE Superstars，是美國世界摔角娛樂（WWE）公司所制作的重頭節目之一，全世界多個國家都有轉播。
WWE Superstars於2009年4月16日首播。WWE Superstars保有世界摔角娛樂旗下已解散的ECW特色人才。目前已停播。